# マリア・フォン・エスターライヒ (ユーリヒ＝クレーフェ＝ベルク公妃)
マリア・フォン・エスターライヒ（Maria von Österreich, 1531年5月15日 - 1581年12月11日）は、ユーリヒ＝クレーフェ＝ベルク公ヴィルヘルム5世の2度目の妃。
神聖ローマ皇帝フェルディナント1世と皇后アンナの第5子として生まれた。1546年7月18日、ヴィルヘルムと結婚、7子をもうけた。
- マリア・エレオノーレ（1550年 - 1608年） - プロイセン公アルブレヒト・フリードリヒ妃
- アンナ（1552年 - 1632年） - プファルツ＝ノイブルク公フィリップ・ルートヴィヒ妃
- マグダレーネ（1553年 - 1633年） - プファルツ＝ツヴァイブリュッケン公ヨハン1世妃
- カール・フリードリヒ（1555年 - 1575年）
- エリーザベト（1556年 - 1561年）
- ジビュレ（1557年 - 1627年） - ブルガウ辺境伯カール夫人
- ヨハン・ヴィルヘルム（1562年 - 1609年） - ミュンスター司教、アルテナ伯、ユーリヒ＝クレーフェ＝ベルク公